# Font de les Besses (Cervià de les Garrigues)
La Font de les Besses és una font situada al paratge natural de Les Besses vora el riu de Set, a 3 km de Cervià de les Garrigues i a 0'5km del despoblat de les Besses i de l'ermita de Santa Maria de les Besses.
La font és de pedra amb 5 brocs d'aigua contínua provinents de la Vall d'en Marc, afluent del Riu Set. En èpoques de sequera resta eixuta.
A la part superior de la font s'hi troba una inscripció amb rajoles que hi diu: "Para't vianant i sota aquesta arbreda descasa al peu i eixuga't la suor, dels brocs d'aquesta font beu l'aigua freda i escolta com les aus fan la cançó. Josep Boixet. de 1985".
L'indret natural on es troba la font es veurà afectat, a curt termini, per l'embassament de l'Albagés que inundarà la vall.